# Rafael Guerra
Rafael Guerra Bejarano (Córdoba, 6 de marzo de 1862- Córdoba, 21 de febrero de 1941), más conocido como Guerrita o el Guerra, fue un famoso torero español, reconocido también como el segundo de los cinco Califas del Toreo.

## Biografía
Mata su primer novillo el 18 de octubre de 1878 en la plaza de Andújar y el 26 de junio de 1879, se presenta en Madrid con el apodo "Llavérito". Integrado en diferentes cuadrillas, en 1885 ingresa en la cuadrilla de Rafael Molina "Lagartijo" donde tras dos años de aprendizaje, toma la alternativa en la Plaza de Madrid de la mano del Lagartijo, el 29 de septiembre de 1887. Durante los siguientes doce años, compartió hegemonía en el mundo del toreo con Lagartijo y con Frascuelo.  
Está considerado uno de los grandes toreros cordobeses, pero también es recordado por su particular personalidad, la cual acentuaba con frases coloquiales y populares. Algunas de estas conocidas frases que se le atribuyen son: "ca uno es ca uno" (cada uno es cada uno), o "Hay gente pa tó" (hay gente para todo). O la de la respuesta que dio al Rey Alfonso XIII cuando este le dijo que parecía un obispo: «Yo en lo mío he sido Papa»

## Retirada

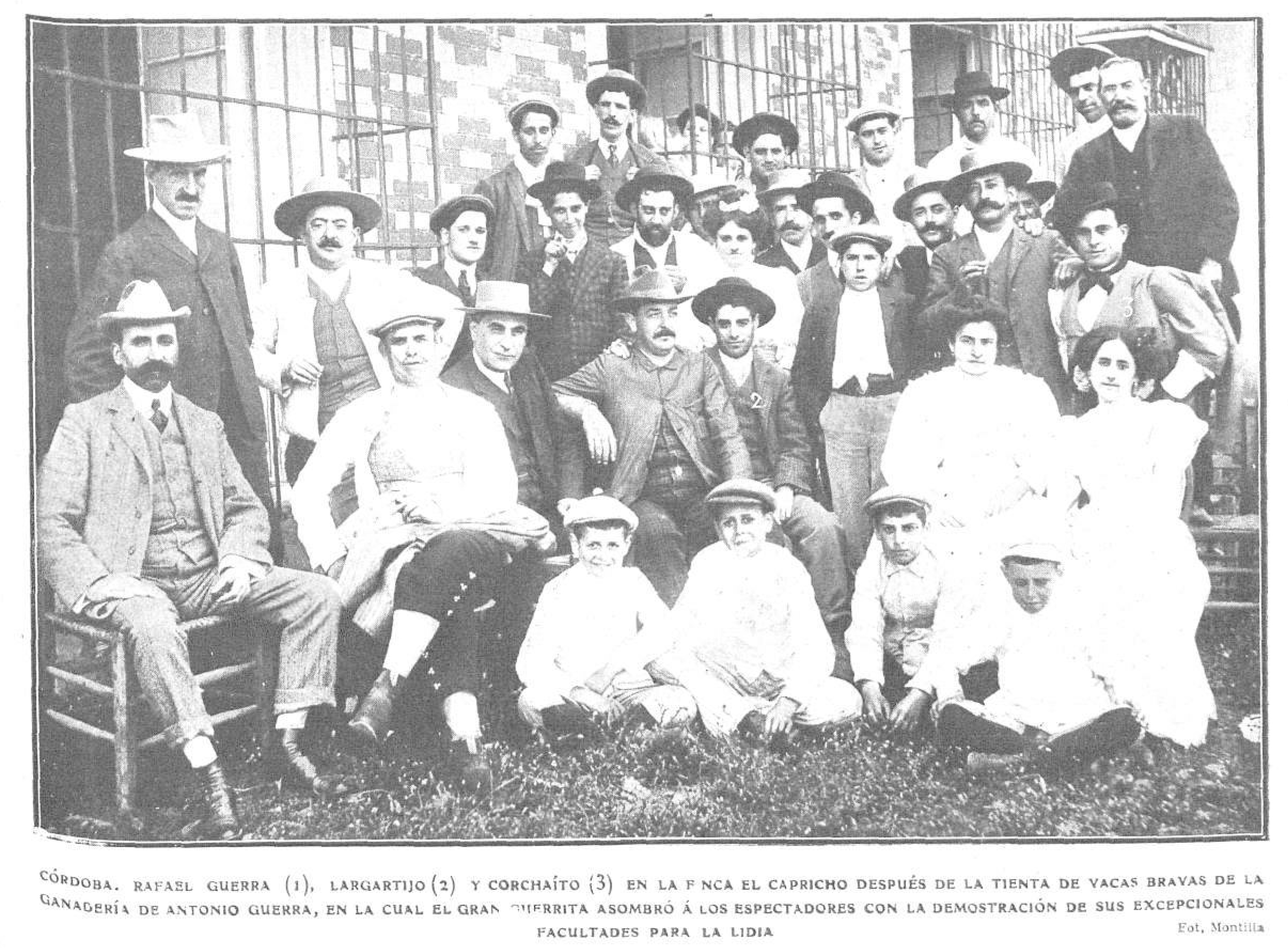
Guerrita, Lagartijo y Corchaíto en la finca El Capricho en 1909

Tras doce temporadas de éxito y sin previo aviso, se retira el 15 de octubre de 1899 en la plaza de toros de Zaragoza, en plena Feria del Pilar. Fue su respuesta ante el acoso al que le tenía sometido el público, originado en gran parte a raíz de su ruptura con Lagartijo. En el momento de su despedida comentaría: "No me voy, me echan". A lo largo de su carrera lidió 892 corridas y estoqueó a 2.339 toros, sin que ninguno fuera devuelto a los corrales.
Desde entonces se dedicó a sus negocios, a su familia así como al Club Guerrita, club social que se hizo muy popular en Córdoba sito en la Calle Gondomar. En 1915 Eduardo Zamacois le entrevistó acerca de los toreros del momento para escribir un libro. Falleció a los setenta y ocho años, el 21 de febrero de 1941 en su Córdoba natal.
En 2021, como parte de los actos conmemorativos del 80.º aniversario de su fallecimiento, su tataranieto Javier Romero Jordano pone en marcha el Nuevo Club Guerrita.